# Ralph Avenue
Ralph Avenue – stacja metra nowojorskiego, na linii A i C. Znajduje się w dzielnicy Brooklyn, w Nowym Jorku i zlokalizowana jest pomiędzy stacjami Utica Avenue i Rockaway Avenue. Została otwarta 9 kwietnia 1936.